# Constituição do Estado de Alagoas
A Constituição do Estado de Alagoas foi promulgada pela Assembléia Legislativa, com poderes de Assembleia Constituinte Estadual, no dia 5 de outubro de 1989.

## Preâmbulo
"Os representantes do povo alagoano, reunidos em Assembleia Estadual Constituinte, invocando a proteção de Deus e inspirados pelos ideais democráticos e de justiça social proclamados pela Constituição da República Federativa do Brasil, promulgam esta Constituição do Estado de Alagoas".

## Corpo
A corpo da constituição alagoana tem uma literatura composta por 288 artigos e o Atos das Disposições Constitucionais Transitórias tem 44 artigos.

## Primeira emenda
A emenda número um ao texto constitucional foi promulgada, pela Assembleia Legislativa, no dia 14 de novembro de 1990.

## Histórico das constituições de Alagoas
A primeira constituição política do estado foi promulgada em 11 de junho de 1891 e, a exemplo de outros estados, a época, o legislativo era bicameral: a Câmara dos Deputados e o Senado do Estado de Alagoas, o presidente da constituinte foi Roberto Calheiros de Melo e Alagoas foi um dos poucos estados que não tiveram que depor o governo e fazer uma nova constituição devido a chegada do governo de  Floriano Peixoto.
O estado também precisou adotar constituições para acompanha as constituições federais:
- Constituição do Estado de Alagoas de 11 de junho de 1891
- Constituição do Estado de Alagoas de 16 de setembro de 1935
- Constituição do Estado de Alagoas 1945 - Decreto-Lei nº 3064, de 29 de outubro de 1945[não consta na fonte citada]
- Constituição do Estado de Alagoas de 09 de julho de 1947
- Constituição do Estado de Alagoas de 11 de maio de 1967
- Emenda Constitucional de 15 de dezembro de 1969[não consta na fonte citada]
- Constituição do Estado de Alagoas de 05 de outubro de 1989